# La Leonesa
La Leonesa é uma cidade da Argentina, localizada na província de Chaco.